# ながら運転
ながら運転（ながらうんてん、英: distracted driving）とは、スマートフォンの操作をはじめとした、運転以外の行為をしながら（車両の）運転をする犯罪行為。
英語にはdistracted drivingという表現があり、運転それ自体に注意を向けていないことを指す。日本語では「気をうばわれた運転」「不注意運転」といった意味で、「ながら運転」とおおむね同義となる。「distracted」とは「何かに気をうばわれていて、集中できていない」という意味である。

## 概要
運転者が運転以外のことに意識を少しでも割り当てると交通事故が多発し、しかも 起こす交通事故が より重大なものになり死亡事故の率が増える。
「ながら運転」の例として、運転中の以下のような行為があげられる。
- 通話（あらゆる通話。スマートフォン、携帯電話 等）
- 通信（スマートフォン、タブレット、PC等、画面を見たり、操作を行う）
- 画面に視線を向ける（テレビ番組やDVD-Videoの視聴[5]、ゲーム画面へ視線を向ける[1] 等）
- カーナビゲーションの注視や操作
- オーディオやエアコンなどの操作
- 新聞、雑誌、書籍 等に視線を向ける
- 飲食、喫煙
- 化粧
- 会話（前方を向いていても、会話中は運転者の注意が分散する）
- 助手席や後部座席に意識を向ける
- 運転とは直接関係無いものに視線や意識を向ける（車外の景色等）

なお「運転中」とは、車線上で止まっている最中も含んでいる。
信号待ちの最中にスマホの画面などに気を奪われ、青信号に気づかず、あわてて急発進して事故を起こした事例も「ながら運転」に当たる。
特に運転中の通話、通信 等は多くの国で法律で禁じられている。
携帯電話の使用は、たとえハンズフリー電話であっても、事故の確率が上がる（正確には反応時間が大幅に伸びる）との研究報告（米ユタ大学・米連邦航空局）がある。シドニー大学の調査報告では、携帯電話の手持ち使用では事故リスクが4.9倍、ハンズフリーでも3.8倍と、事故リスクが上昇することが示されているが、米国の州でハンズフリー通話を禁止している州はまだない。欧州ではポルトガルで携帯電話使用はハンズフリー通話も含めて違法だとされている（なおヘッドセットの着用も周囲の音を聴き取ることの妨げになり危険なので、条例で禁止している自治体もある）。
喫煙では、タバコに火をつけようとしたり、タバコの火を消そうとして事故を起こしたり、火のついたタバコを落としてしまい、慌てて拾おうとして気を取られ、事故を引き起こした例がある。喫煙の際の脇見時間を計測したところ、「シガーライターを取りにいくとき」「シガーライターでタバコに火をつけるとき」「シガーライターを元に戻すとき」など、数回に分けて１秒から1.2秒ずつほど脇見しており、時速50キロでの1.2秒の脇見では約17 m走行することから、追突事故の回避や子供の飛び出しには対処できないとされる。
また、東北大学の相田潤准教授らの研究グループは、男性約3万3000人の喫煙習慣と交通死亡事故の関連について調査を行い、喫煙者は非喫煙者よりも、交通事故で死亡する危険性が1.54倍となっていたことから、運転中の喫煙が事故に繋がるケースが多いと分析しており、道交法による規制を検討すべきとしている。

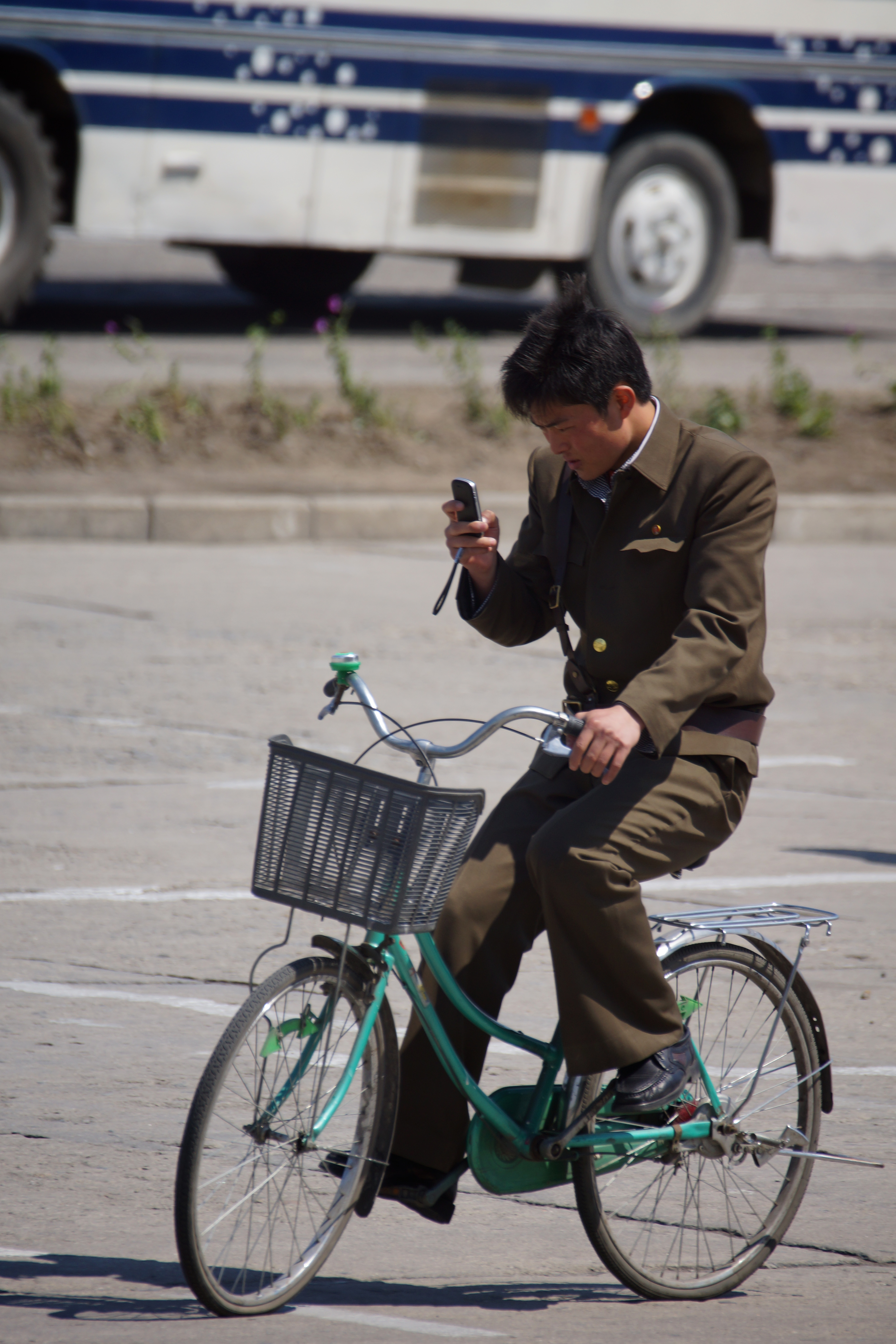
ながら運転の一例。自転車の運転中に携帯電話を手に持ち、画面に意識を向けている。
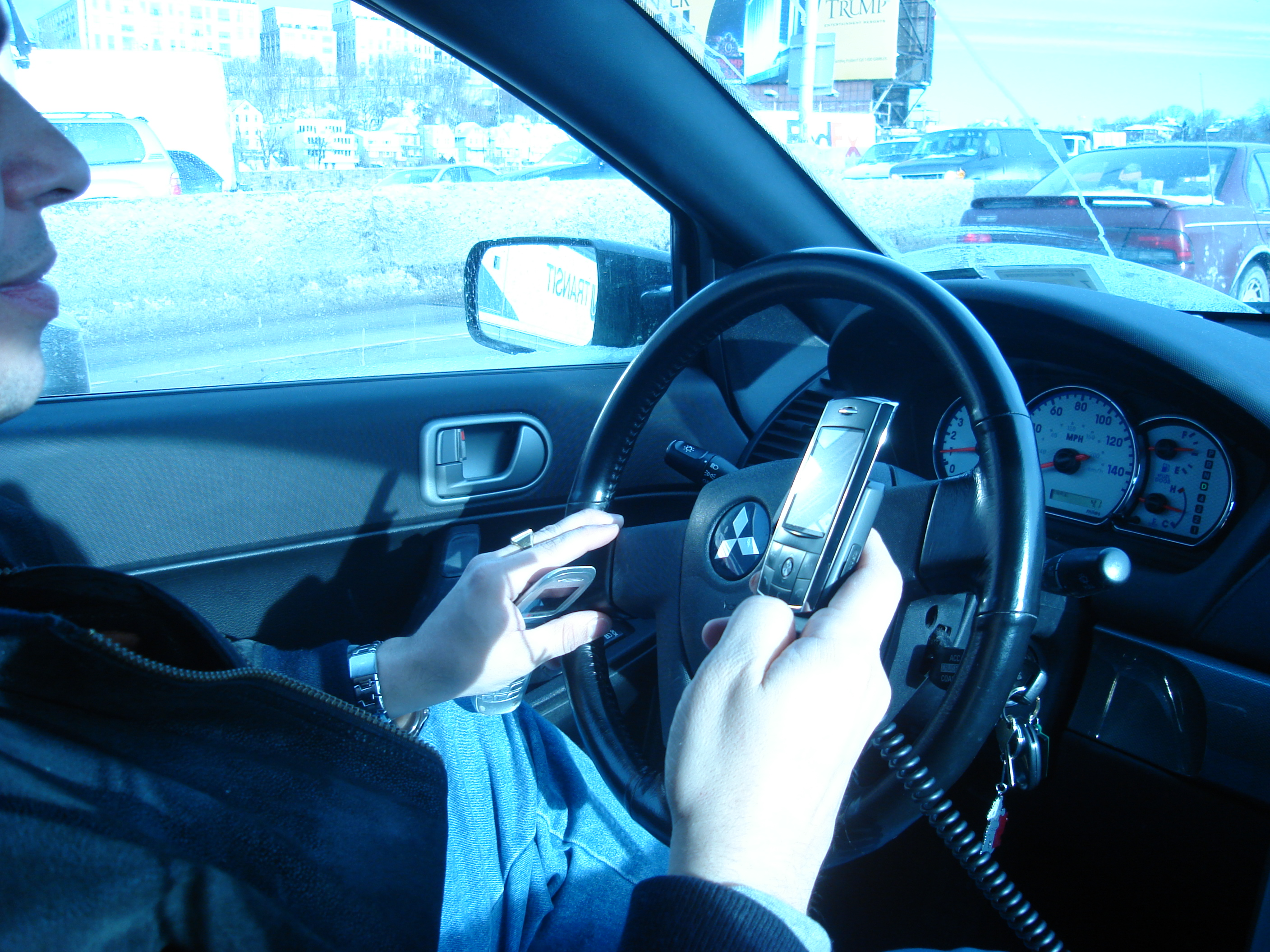
ながら運転の一例。自動車を運転しながら携帯電話の画面に視線を向けたり操作している。

## 各国の統計と規制

### 台湾
台湾等では車やオートバイの運転中の喫煙も禁止されており、罰金刑の対象となっている。

### 日本
警察庁の調べによると運転中に携帯電話等を使用したことが原因で発生した交通事故は2016年には1,999件でそのうち27件は死亡事故であった。2018年3月、スマートフォンの地図アプリを見ながらの高速道路上の運転で1人が死亡、4人が負傷した交通事故の裁判において、求刑を上回る量刑が言い渡された（自動車運転処罰法違反）。
道路交通法71条5号の5は自動車等の運転者の遵守事項として走行中の携帯電話の使用を禁止している（傷病者の救護又は公共の安全の維持のため当該自動車等の走行中に緊急やむを得ずに行う場合を除く）。
- 携帯電話使用等（交通の危険）：携帯電話等や画像表示装置[注 1] を使用または注視することによって道路における交通の危険を生じさせた場合には道路交通法第119条第1項第9号違反となる[10]。
- 携帯電話使用等（保持）：携帯電話等や画像表示装置[注 1] を手で保持して使用または注視した場合には道路交通法第120条第1項第11号違反となる[10]。

2004年11月1日、携帯電話使用の罰則が強化され、携帯電話使用等（保持）では反則金が普通車6千円（大型車7千円）・違反点数1点・刑事罰5万円以下の罰金、携帯電話使用等（交通の危険）では反則金が普通車9千円（大型車1万2千円）・違反点数2点・刑事罰3月以下の懲役または5万円以下の罰金が科せられるようになった。
2019年12月1日、携帯電話使用の罰則がさらに強化され、携帯電話使用等（保持）では反則金が普通車1万8千円（大型車2万5千円）・違反点数3点・刑事罰6ヵ月以下の懲役または10万円以下の罰金、携帯電話使用等（交通の危険）では非反則行為・違反点数6点・刑事罰1年以下の懲役または30万円以下の罰金が科せられるようになった。

2024年11月1日からは携帯電話使用等（交通の危険）について自転車にも適用されるようになっれた。道路交通法に施行により、2026年からは交通反則通告制度が自転車にも実施されるため、携帯電話使用等（保持）についても反則金が科されることになる。
なお、上記以外の道路交通法違反形態として以下がある。
- 都道府県公安委員会規則（道路交通規則・道路交通法施行細則など）違反
  - ハンズフリー機器やスピーカーの使用。イヤホンマイクタイプの使用[10]。
  - 二輪・自転車においてはイヌの散歩をしながらの運転や傘をさしながらの運転[13][14]。
  - 自転車において携帯電話用装置を手で保持して通話し、又は画像表示用装置に表示された画像を注視した場合[15]

### オーストラリア
オーストラリアでは、AIを搭載したながら運転取締装置が運用されている。AIが運転手のスマートフォン使用を検出し、自動的に撮影する。
違反者には344豪ドルの罰金（スクールゾーン内での違反の場合は457豪ドル）と減点5点が科される。